# Acer mandshuricum
Acer mandshuricum — вид квіткових рослин із роду клен (Acer).

## Морфологічна характеристика
Це дводомне дерево до 30 метрів заввишки. Кора сіра, гладка. Гілочки голі. Листки опадні: листкові ніжки зеленувато-жовті чи пурпурувато-червоні, 7–10 см завдовжки; листова пластинка знизу гола, з колючими волосками на середній жилці, зверху зелена і гола; листочки довгасті, видовжено-яйцюваті, видовжено-ланцетні чи ланцетні. Суцвіття щиткоподібне, 3–5-квіткове. Чашолистків 5, яйцеподібні. Пелюсток 5, обернено-яйцеподібні. Тичинок 8. Плід жовтувато-коричневий; горішки сильно опуклі, кулясті; крило з горішком 3–3.5(6) × ≈ 1 см, крила розправлені гостро, тупо чи майже прямо. Період цвітіння: червень; період плодоношення: вересень. 2n = 26.

## Середовище проживання
Ареал: Китай (Хейлунцзян, Ганьсу, Ляонін, Шеньсі, Цзілінь); Північна й південна Корея, Росія (Примор'я). Росте на висотах від 500 до 2300 метрів. Вид зростає у в змішаних лісах помірного поясу.

## Використання
Цей вид вирощують в Китаї для озеленення.